# Doppelkreuz (Notenschrift)

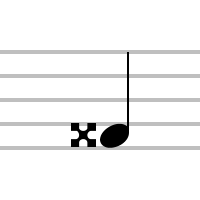
Doppelkreuz

Das Doppelkreuz () bezeichnet in der Musik die Erhöhung eines Stammtones um zwei Halbtöne. An den Tonnamen des nicht alterierten Tons wird die Endung -isis angehängt. Das Zeichen wird im Druck als schrägstehendes Kreuz mit quadratischen Verdickungen (Serifen) an allen vier Enden dargestellt, handschriftlich jedoch als einfaches x geschrieben. Es wird entweder auf eine Zeile oder einen Zwischenraum des Notensystems geschrieben und alteriert den auf dieser Tonhöhe stehenden Ton. Steht der zu erhöhende Ton auf einer Hilfslinie, wird das Doppelkreuz vor die Hilfslinie gesetzt.
Das Symbol wird als Versetzungszeichen verwendet und gilt nur in dem Takt, in dem es notiert ist, und nur im notierten Oktavbereich. Im Gegensatz zum einfachen Kreuz (♯) wird es typischerweise nicht als Vorzeichen verwendet. Ausnahmen gibt es vereinzelt in der neuen Musik. So ist beispielsweise die letzte Passage von John Foulds’ World Requiem in Gis-Dur korrekt notiert (G♯, A♯, H♯, C♯, D♯, E♯ und F), wobei das notwendige Doppelkreuz ebenfalls am Zeilenanfang erscheint.

## Darstellung in Computersystemen
Im internationalen Zeichenkodierungssystem Unicode (Version 3.1, März 2001) liegt das 𝄪 auf Position:
- U+1D12A

was aber nicht auf allen Computersystemen korrekt dargestellt wird.